# Konrad-Zuse-Medaille für Verdienste um die Informatik
Im Jahre 1987 wurde zu Ehren von Konrad Zuse die Konrad-Zuse-Medaille für Verdienste um die Informatik durch die Gesellschaft für Informatik gestiftet und wird alle zwei Jahre verliehen. Die Preisträger sind Persönlichkeiten, deren herausragende Leistungen in Technik und Wissenschaft die Informatik vorangebracht haben. Die Konrad-Zuse-Medaillen sind die bedeutendsten Auszeichnungen für Informatik in Deutschland.

## Preisträger
| Jahr | Preisträger              | Arbeitsgebiet |
| ---- | ------------------------ | --- |
| 1987 | Heinz Billing            | Magnettrommelspeicher |
| 1989 | Nikolaus Joachim Lehmann | Wegbereiter der heutigen Personal Computer |
| 1989 | Robert Piloty            | Entwurfsmethodik für Computerhardware |
| 1991 | Wilhelm Kämmerer         | Relais-Rechenautomaten |
| 1993 | Carl Adam Petri          | Verteilte Systeme, Nebenläufigkeit, Petri-Netze |
| 1995 | Kurt Mehlhorn            | Entwurf von Algorithmen, Komplexitätstheorie |
| 1997 | José Luis Encarnação     | Computergrafik |
| 1999 | Günter Hotz              | Formale Sprachen, Schaltkreistheorie, Komplexitätstheorie |
| 2001 | Theo Härder              | Datenbanken |
| 2003 | Thomas Lengauer          | Bioinformatik |
| 2006 | Ingo Wegener             | Komplexität von Booleschen Funktionen, außergewöhnlich engagierte Lehre und Nachwuchsförderung                                                                |
| 2007 | Manfred Broy             | Systems Engineering, Software Engineering |
| 2009 | Reinhard Wilhelm         | Übersetzerbau, Programmanalyse, Aufbau und Leitung des Leibniz-Zentrums für Informatik Schloss Dagstuhl                                                       |
| 2011 | Fritz-Rudolf Güntsch     | Computerentwicklung, Erfinder des virtuellen Speichers, Wissenschaftsmanager                                                                                  |
| 2011 | Volker Strassen          | Entwicklung von Algorithmen zur Matrizenmultiplikation und von Primzahltests                                                                                  |
| 2013 | Markus Gross             | Visual Computing und Computeranimation |
| 2015 | Arndt Bode               | Rechnerarchitektur und Rechnerorganisation |
| 2017 | Johannes Buchmann        | Entwicklung der Cybersicherheitsforschung |
| 2019 | Dorothea Wagner          | Beiträge zur automatisierten Routenplanung und zur Optimierung von Energiesystemen                                                                            |
| 2021 | Gerhard Weikum           | Beiträge in den Bereichen Datenbanksysteme, Leistungsoptimierung, Informationsextraktion aus Texten sowie zur automatischen Konstruktion großer Wissensbanken |
| 2023 | Anja Feldmann            | Forschung zum Internetverkehr während der Coronapandemie |